# Peter Keefe
Peter Eugene Keefe (* 1952 in Rochester (New York); † 27. Mai 2010 ebenda) war ein US-amerikanischer Fernsehproduzent.
Keefe, der ab 1970 als Filmkritiker beim Fernsehsender KPLR tätig war, arbeitete ab 1983 als Produzent für World Events Productions, wo er japanische Anime-Serien für das westliche Fernsehen adaptierte. So entstand beispielsweise aus den Serien Hyakujū Ō Golion und Kikō Kantai Dairugger XV die Serie Voltron, die in mehr als 100 Ländern ausgestrahlt wurde. Nachdem die Vorlagen aus den japanischen Serien ausgegangen waren, produzierte ein Team unter Keefe eigene Folgen.
Um den Verkauf von Serien in anderen Märkten zu unterstützen, entfernte Keefe bei seinen Bearbeitungen oftmals landesbezogene kulturelle Anspielungen.
1989 gründete Keefe Zodiac Entertainment, wo er ebenfalls Fernsehserien produzierte. Zuletzt arbeitete er an der Serie Z-Force.

## Privates
Keefe war verheiratet und hatte einen Stiefsohn. Er verstarb im Haus einer seiner Schwestern an Kehlkopfkrebs.

## Serien (Auswahl)
World Events Productions:
- Voltron (1984)
- Saber Rider and the Star Sheriffs (1986)
- Denver, the Last Dinosaur (1988)
- Vytor, the Starfire Champion (1989)

Zodiac Entertainment:
- Widget, The World Watcher (1990 und 1991)
- Twinkle, the Dream Being (1993)
- The Mr. Bogus Show (1993 und 1994)